# شهرستان ساسکوهنا (پنسیلوانیا)
شهرستان ساسکوهنا، پنسیلوانیا (به انگلیسی: Susquehanna County, Pennsylvania) شهرستانی در ایالات متحده آمریکا است که در پنسیلوانیا واقع شده‌است.

## خصوصیات
شهرستان ساسکوهنا ۲٬۱۵۴٫۸۸ کیلومترمربع مساحت دارد.